# Twicecoaster: Lane 1
Twicecoaster: Lane 1 (zapis stylizowany: TWICEcoaster: LANE 1) – trzeci minialbum południowokoreańskiej grupy Twice, wydany 24 października 2016 roku JYP Entertainment i dystrybuowany przez Genie Music. Płytę promował singel „TT” (którego tytuł odnosi się do emotikony używanej do wyrażania płaczu lub smutku).
Minialbum ukazał się w kilku edycjach: cyfrowej, świątecznej, „Apricot” i „Neon Magenta”, z których dwa ostatnie symbolizują oficjalne kolory zespołu. Wersja świąteczna ukazała się 19 grudnia 2016 roku. Sprzedał się w nakładzie 393 051 egzemplarzy w Korei Południowej i 56 540 egzemplarzy w Japonii.

## Lista utworów
| Nr | Tytuł              | Słowa                      | Kompozycja                                                    | Aranżacja                           | Czas |
| -- | ------------------ | -------------------------- | ------------------------------------------------------------- | ----------------------------------- | ---- |
| 1. | "TT"               | Sam Lewis                  | Black Eyed Pilseung                                           | Rado                                | 3:34 |
| 2. | "1 to 10"          | Chloe Noday                | Chloe Noday                                                   | Chloe Noday                         | 2:56 |
| 3. | "Ponytail"         | Lee Sin-seong, ZigZag Note | ZigZag Note                                                   | ZigZag Note, Noh Eun-jong           | 3:27 |
| 4. | "Jelly Jelly"      | Jowul                      | east4A, Ashley Mounts, Kim Hee-deok                           | east4A                              | 3:32 |
| 5. | "Pit-A-Pat"        | Yorkie, Kang Ji-won        | Kang Ji-won, Im Kwang-uk                                      | Im Kwang-uk, Kang Ji-won            | 3:27 |
| 6. | "Next Page"        | Maeel                      | Joe J. Lee "Kairos"                                           | Joe J. Lee "Kairos", Hobyn "K.O" Yi | 2:57 |
| 7. | "One in a Million" | mr.cho                     | Sebastian Thott, Didrik Thott, Andreas Öberg, Danielle Senior | Sebastian Thott                     | 2:55 |

## Notowania
| Lista                     | Pozycja |
| ------------------------- | ------- |
| Gaon Weekly Album Chart   | 1       |
| Gaon Monthly Album Chart  | 3       |
| Gaon Yearly Album Chart   | 5       |
| Oricon Weekly Album Chart | 10      |
| Billboard World Albums    | 15      |
| Five Music (Tajwan)       | 1       |